# Regionalwahl in Sizilien 1963
Die Regionalwahl in Sizilien 1963 fand am 9. Juni statt.

## Wahlergebnis
| Listen            | Listen                                           | Stimmen   | %    | Mandate |
| ----------------- | ------------------------------------------------ | --------- | ---- | ------- |
|                   | Democrazia Cristiana                             | 979.439   | 42,1 | 37      |
|                   | Partito Comunista Italiano                       | 561.795   | 24,1 | 22      |
|                   | Partito Socialista Italiano                      | 231.038   | 9,9  | 11      |
|                   | Partito Liberale Italiano                        | 181.469   | 7,8  | 6       |
|                   | Movimento Sociale Italiano                       | 168.850   | 7,2  | 7       |
|                   | Partito Socialista Democratico Italiano          | 90.845    | 3,9  | 3       |
|                   | Partito Repubblicano Italiano                    | 35.274    | 1,5  | 2       |
|                   | Partito Democratico Italiano di Unità Monarchica | 32.731    | 1,4  | 2       |
|                   | Unione Siciliana Cristiano Sociale               | 17.569    | 0,8  | −       |
|                   | Movimento per l’Indipendenza della Sicilia       | 2.394     | 0,1  | −       |
|                   | Sonstige                                         | 27.696    | 1,2  | −       |
| Gesamt            | Gesamt                                           | 2.329.100 | 100  | 90      |
|                   |                                                  |           |      |         |
| Ungültige Stimmen | Ungültige Stimmen                                | 66.729    | 2,8  |         |
| Wähler            | Wähler                                           | 2.395.829 | 81,4 |         |
| Wahlberechtigte   | Wahlberechtigte                                  | 2.944.367 |      |         |